# Meister der Abendmahl-Medaille
Als Meister der Abendmahl-Medaille wird ein namentlich nicht bekannter Künstler aus der Mitte des 16. Jahrhunderts bezeichnet. Der Medailleur und Bleigießer hat 1546 eine 55 Millimeter große Medaille erstellt, die auf ihrer Vorderseite das Abendmahl Jesu und auf der Rückseite den thronenden Christus als Weltenrichter zeigt. Diese Medaille findet sich heute im Münzkabinett des Germanischen Nationalmuseums.